# درة تنغ (مقاطعة دورود)
درة تنغ (بالفارسية: دره تنگ) هي قرية تقع في قسم سيلاخور الريفي (مقاطعة دورود) في إيران. يقدر عدد سكانها بـ 195 نسمة .